# Sabicea gabonica
Sabicea gabonica är en måreväxtart som först beskrevs av William Philip Hiern, och fick sitt nu gällande namn av Frank Nigel Hepper. Sabicea gabonica ingår i släktet Sabicea och familjen måreväxter. Inga underarter finns listade i Catalogue of Life.